# Diócesis católica de los Servicios Militares de Australia
La diócesis católica de los Servicios Militares de Australia u ordinariato militar de Australia (en inglés: Catholic Diocese of the Australian Military Services) es una circunscripción eclesiástica de la Iglesia católica en Australia. Se trata de un ordinariato militar latino, inmediatamente sujeto a la Santa Sede. Desde el 24 de mayo de 2021 es sede vacante y su administrador apostólico es el arzobispo Christopher Charles Prowse.

## Territorio y organización
El ordinariato militar tiene jurisdicción personal peculiar ordinaria y propia sobre los fieles católicos militares de rito latino (y otros fieles definidos en los estatutos), incluso si se hallan fuera de las fronteras del país, pero los fieles continúan siendo feligreses también de la diócesis y parroquia de la que forman parte por razón del domicilio o del rito, pues la jurisdicción es cumulativa con el obispo del lugar. Los cuarteles y los lugares reservados a los militares están sometidos primera y principalmente a la jurisdicción del ordinario militar, y subsidiariamente a la jurisdicción del obispo diocesano cuando falta el ordinario militar o sus capellanes. El ordinariato tiene su propio clero, pero los obispos diocesanos le ceden sacerdotes para llevar adelante la tarea de capellanes militares de forma exclusiva o compartida con las diócesis. El ordinariato militar sirve a los miembros de la Fuerza de Defensa Australiana y sus familias en los tres servicios: la Armada Real Australiana, el Ejército de Tierra de Australia y la Real Fuerza Aérea Australiana, independientemente de la ubicación, incluso fuera del país.
La sede del ordinariato militar se encuentra en el suburbio de Campbell de la ciudad de Camberra, en donde la capilla de San Pablo sirve como catedral.
En 2023 en el ordinariato militar existían 28 parroquias.

## Historia
Se ha brindado capellanía católica a los australianos que sirven en el ejército desde la contribución de fuerzas para luchar en la Rebelión de los Bóxers en 1901.
A partir de 1912, Thomas Joseph Carr, arzobispo de Melbourne, fue delegado por los obispos católicos de Australia para negociar el nombramiento de capellanes militares con el Ministerio de Defensa. Se le delegó el nombramiento de capellanes militares y en 1913 se convirtió en capellán general. Hasta el establecimiento del vicariato castrense, el oficio de capellán general fue confirmado pro tempore por la Santa Sede.
El vicariato castrense de Australia fue erigido el 6 de marzo de 1969 mediante la bula Summi pastoris del papa Pablo VI.
El 16 de julio de 1970, con la carta apostólica Caelitum Regina, el papa Pablo VI proclamó a la Santísima Virgen María, venerada con el título de María Auxiliadora, como patrona principal del vicariato castrense australiano.
Mediante la promulgación de la constitución apostólica Spirituali Militum Curae por el papa Juan Pablo II el 21 de abril de 1986 los vicariatos militares fueron renombrados como ordinariatos militares o castrenses y equiparados jurídicamente a las diócesis. Cada ordinariato militar se rige por un estatuto propio emanado de la Santa Sede y tiene a su frente un obispo ordinario nombrado por el papa teniendo en cuenta los acuerdos con los diversos Estados.
El 1 de junio de 1988, los estatutos del ordinariato militar australiano, previstos en la bula Spirituali militum curae, fueron aprobados por decreto de la Congregación para los Obispos.

## Estadísticas
Según el Anuario Pontificio 2024 el ordinariato militar en 2023 tenía 9 sacerdotes, 6 diáconos permanentes y un religioso.
| Año                                                                             | Población            | Población | Población      | Sacerdotes | Sacerdotes    | Sacerdotes    | Bautizados por sacerdote | Diáconos permanentes | Religiosos | Religiosos | Parroquias |
| Año                                                                             | Bautizados católicos | Total     | % de católicos | Total      | Clero secular | Clero regular | Bautizados por sacerdote | Diáconos permanentes | Varones    | Mujeres    | Parroquias |
| ------------------------------------------------------------------------------- | -------------------- | --------- | -------------- | ---------- | ------------- | ------------- | ------------------------ | -------------------- | ---------- | ---------- | ---------- |
| 1980                                                                            |                      |           |                | 88         |               |               |                          |                      |            |            |            |
| 1990                                                                            |                      |           |                | 78         |               |               |                          |                      |            |            |            |
| 1999                                                                            |                      |           |                | 28         | 26            | 2             |                          | 4                    | 2          |            |            |
| 2000                                                                            |                      |           |                | 63         | 61            | 2             |                          | 4                    | 2          |            |            |
| 2001                                                                            |                      |           |                | 61         | 60            | 1             |                          | 4                    | 1          |            |            |
| 2002                                                                            |                      |           |                | 3          | 3             |               |                          | 4                    |            |            |            |
| 2003                                                                            |                      |           |                | 19         | 19            |               |                          | 4                    |            |            |            |
| 2004                                                                            |                      |           |                | 23         | 22            | 1             |                          | 4                    | 1          |            |            |
| 2013                                                                            |                      |           |                | 12         | 11            | 1             |                          | 4                    | 1          |            | 29         |
| 2016                                                                            |                      |           |                | 11         | 10            | 1             |                          | 4                    | 1          |            | 29         |
| 2019                                                                            |                      |           |                | 9          | 8             | 1             |                          | 4                    | 1          |            | 29         |
| 2021                                                                            |                      |           |                | 10         | 9             | 1             |                          | 6                    | 1          |            | 28         |
| 2023                                                                            |                      |           |                | 9          | 8             | 1             |                          | 6                    | 1          |            | 28         |
| Fuente: Catholic-Hierarchy, que a su vez toma los datos del Anuario Pontificio. |                      |           |                |            |               |               |                          |                      |            |            |            |

## Episcopologio

### Vicarios militares
- Thomas Joseph Carr † (1912-6 de mayo de 1917 falleció)
- Daniel Mannix † (6 de mayo de 1917 por sucesión-6 de noviembre de 1963 falleció)
- Thomas Absolem McCabe † (1964-1969 renunció)
- John Aloysius Morgan † (29 de mayo de 1969-2 de enero de 1985 retirado)
- Geoffrey Francis Mayne † (2 de enero de 1985-21 de julio de 1986 promovido a ordinario militar)

### Ordinarios militares

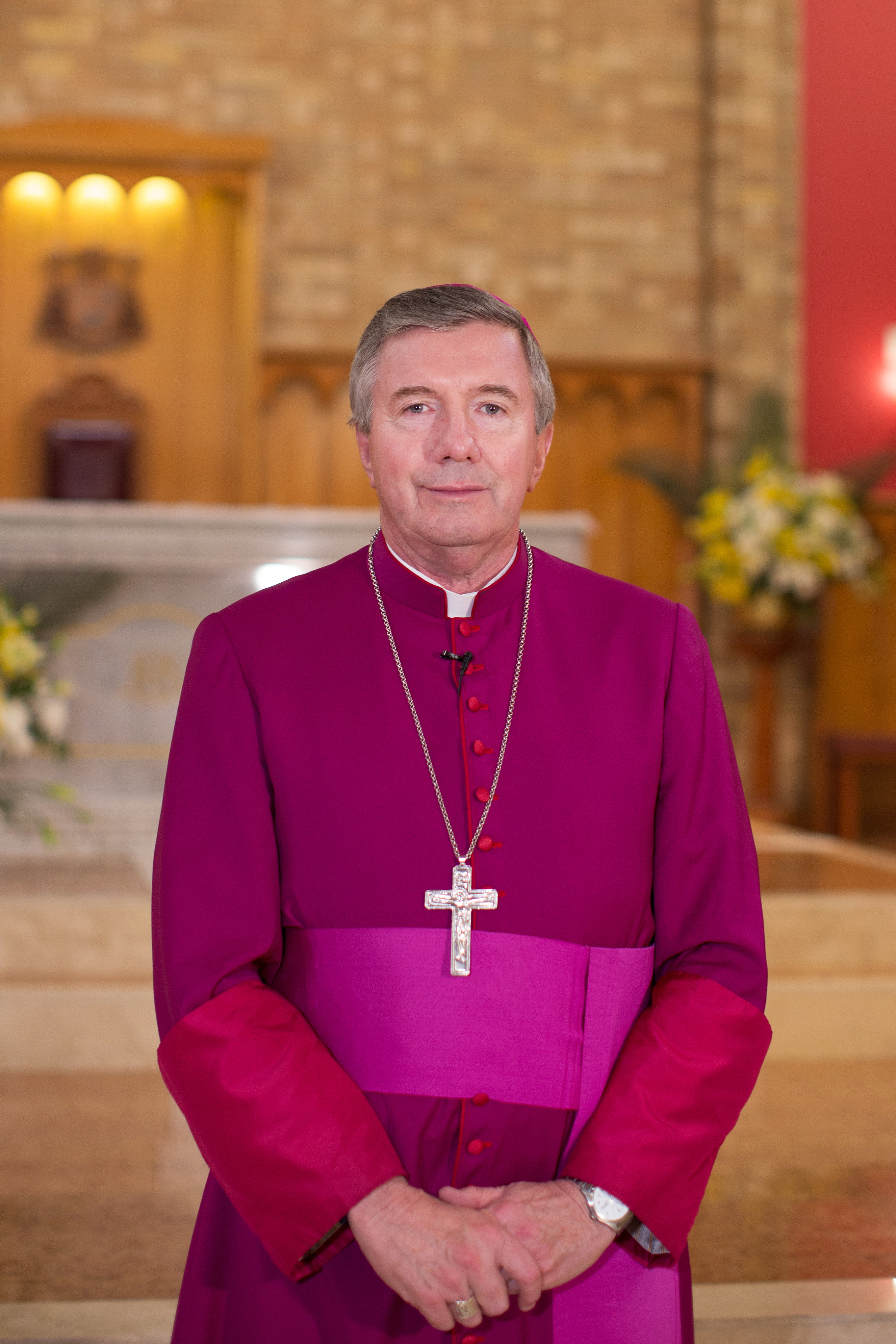
Arzobispo Christopher Charles Prowse, administrador apostólico del ordinariato militar desde 2021

- Geoffrey Francis Mayne † (21 de julio de 1986-16 de julio de 2003 retirado)
- Maxwell Leroy Davis (16 de julio de 2003-24 de mayo de 2021 retirado)
  - Christopher Charles Prowse,[nota 2] desde el 24 de mayo de 2021 (administrador apostólico)